# Mus baoulei
Mus baoulei (Vermeiren & Verheyen, 1980) è un roditore della famiglia dei Muridi diffusa nell'Africa occidentale.

## Descrizione

### Dimensioni
Roditore di piccole dimensioni, con la lunghezza della testa e del corpo tra 59 e 73 mm, la lunghezza della coda tra 32 e 45 mm, la lunghezza del piede tra 12 e 15 mm e la lunghezza delle orecchie tra 8 e 12 mm.

### Aspetto
Le parti dorsali variano dal bruno-grigiastro al marrone scuro con la base dei peli grigia, i fianchi sono più chiari e tendono ad essere giallastri o bruno-rossastri in prossimità delle parti ventrali, le quali sono bianche. La linea di demarcazione lungo i fianchi e le guance è netta. Sono presenti una macchia color ocra sotto ogni occhio e alla base di ogni orecchio. La coda è più corta della testa e del corpo, è marrone sopra, più chiara sotto e ricoperta di piccoli peli.

## Biologia

### Comportamento
È una specie terricola. 

## Distribuzione e habitat
Questa specie è diffusa nella Guinea orientale, Costa d'Avorio e Togo. Probabilmente è presente anche nel Ghana e Sierra Leone.
Vive nelle savane lungo i margini delle foreste pluviali tropicali.

## Conservazione
La IUCN Red List, considerato che questa specie è abbondante sebbene l'areale non è esteso, classifica M.baoulei come specie a rischio minimo (Least Concern).